# 砂原遺跡
砂原遺跡（すなばらいせき）は、島根県出雲市多伎町砂原に立地する後期旧石器時代とされる遺跡である。
ただし、2009年（平成21年）の同志社大学等による発掘調査で検出された石器群について、同大学教授の松藤和人により、12万年前～11万年前に遡る日本最古の前期旧石器とする見解が示されている。
なお他の日本各地の砂原遺跡とは異なる（群馬県みどり市など）。

## 概要
2009年（平成21年）8月、出雲市多伎町砂原で、土層の露頭中から1点の小石片（玉随製剥片）が見つかった。

### 予備調査
2009年（平成21年）8月22～24日の3日間、玉随製剥片の出土層位の確認と火山灰同定のための試料採取、新たな石器の検出を目的とした予備調査を行った。
遺跡の基本層序は、地表から
1. 耕作土
2. 古土壌層
3. 火山灰層
4. 古土壌層
5. 火山灰層[注釈 4]
6. 砂質シルト層
7. 古土壌層
8. 砂礫層

その下に9.段丘砂礫層が2.5メートルの厚さで水平に広がっている成層堆積である。火山灰分析用に、各層の土壌サンプルが採取された。
初日、玉随製剥片が見つかった場所の土層と剥片に付着する土壌と斑文が合致するか確認した。
2日目、玉随製剥片が見つかった場所からそれほど遠くない所で石英斑岩製の石核を砂質シルト層中から掘り当てた。次に灰色の砂質シルト層中から小さな剥片が次々に見つかった。さらに松の木の下で拳大ほどの石英の塊を拾い上げた。両端に敲打で生じた潰痕がたくさん付いている石英製の敲石（ハンマー・ストーン）であった。
3日目、崖面で石器探索、段丘礫層の下位の土層調査。
玉随剥片は7番目の古土壌層から、石英斑岩製の石核や拳大ほどの敲石は6番目の砂質シルト層から出土。基底部の段丘礫層は、関東の下末吉面に対比され、約12.2万年前に形成されたものである。5番目の火山灰の給源が分かればこの土層の年代を絞り込める。

### 本調査
2009年（平成21年）9月15日から2週間の予定で本調査に踏み切る。砂原遺跡発掘調査団を結成した。
調査初日は9月15日、午前中は出雲市教育委員会の埋蔵文化財担当責任者と打ち合わせ、午後遺跡に着く。トレンチを台地上に設定。発掘場所は南北に7メートル、東西4メートルの28平方メートル。遺跡の広さからすれば小さな窓を開けるようのもので、目指す石器を掘り当てるのは運任せである。パワーショベルで約20センチメートルの厚さで土を剥いでいった。Ⅰ～Ⅴ層まで遺物出ず。Ⅱ層の古土壌層の最上部に微量の鬼界アカホヤ火山灰と姶良Tn火山灰の火山ガラスが多量に含まれていることは分かっていた。上層のスキ取りに二日半懸かった。地表下1.5メートルのところで重機での掘削を止め手彫りに切り替えた。
この発掘調査には、旧石器遺跡の堆積環境の解明という目的とその後の科学的な分析に耐えられるデータを収集することを主眼に置いた。このような考古学の調査方法は自然科学的な手法に限りなく近づけることになる。トレンチ内を1メートル四方のグリッドに区切り、一つのグリッドを一人が担当し隣接するグリッドとも合わせトレンチ全体が同じ高さになるように掘る。これを「スライス掘り」と呼ぶ。長さ数ミリの砕片（石屑）は言うに及ばず、1～2ミリの炭粒でさえも見逃さない。この調査法の有効性は1980年代の長崎県国見町（現雲仙市）にある百花台東遺跡の発掘で証明されている。石器や礫が出土すると竹ベラや竹串を使って慎重に輪郭を出し色々な観察の末に取り上げる。さらに、スライス掘りで生じた排土はグリッドごとに土嚢袋に収納し、後で見逃された遺物を回収する。掘り進むと旧地表面の乾裂面が見つかった。その面上で炭粒や木葉形の炭化物見つかる。炭粒は人が火を焚いたことと関係するかも知れない。乾裂面はⅥa層中、Ⅵa層とⅥb層の境界面、Ⅵb層中でも見つかっている。Ⅵa層中から直径5ミリメートルほどの管状ないし紡錘状の高師小僧（たかしこぞう）も検出された。さらの出土した石器・礫の表面には褐鉄鋼や二酸化マンガンを付着するものがあった。直立した高師小僧がⅥb層中で確認されている。遺物包含層であるⅥa層・Ⅵb層から出土する礫のサイズは径数センチから拳大ほどでサイズがそろっていた。Ⅵa層から出土した石器・礫が多く、Ⅵbからは出土数が少なかった。Ⅵa層からの礫は角礫・亜角礫が約7割である。出土平面分布は集中域が認められる。また、Ⅵa層・Ⅵb層の礫種は珪化流紋岩・弱珪化流紋岩の比率が増加する。調査を行った松藤和人は、これを自然現象で説明するより自然現象以外の要因が関与したと解釈するしかないとし、人の関与があったのではないかとする。

## 出土した石器
予備調査で5点（玉随製剥片、石英製の石核、小さな剥片色々、石英の塊;敲石ハンマーストーンなど）の石器が見つかり、本調査では珪化流紋岩や玉髄などの剥離面をもつ剥片や石核、加工のある礫片が見つかった。
9月25日の午後、珪化流紋岩とは明確に区別できる緻密な流紋岩製の尖頭スクレイパーが出土した。淡青色の石片で、珪化流紋岩とはまるで石質が異なり、大分県の大野川流域で後期旧石器にたくさん使われている緻密な無斑晶流紋岩そっくりだった。岩面にはVb層の赤土色の粘土がべったり付着していた。出土時点では淡青色をしていたが、日が経るに従って退色し灰白色に変わってしまった。
下層のⅥb層から出土した石器群を第Ⅰ文化層、上層のⅥaを第Ⅱ文化層と名付けた。第Ⅰ文化層から出土した石の内訳は、礫器（チョッピング・トゥール）1点、削器（スクレイパー）2点、剥片1点、砕片2点の計6点。石材は玉随、珪化流紋岩から成る。尖頭スクレイパーは、長さ5.9センチ、幅3.2センチ、厚さ1.5センチで、極めて緻密な珪化流紋岩。
第Ⅱ文化層に包含された遺物は、嘴状石器1点、削器3点、彫器様石器2点、剥片10点、石核3点、断塊（チャンク、英: chunk、塊の意）10点、敲石（ハンマー・ストーン）1点の計30点。石材は多様で、珪化流紋岩を主体に玉随、石英からなる。
これらの石材による石器は日本列島の旧石器時代遺跡ではほとんど使用されないため、研究者の目が慣れておらずに見解が一致せず、これらの石器を自然石と見る意見も強い。その一方で、上峯篤史が開発した斑晶観察法によって珪化流紋岩の観察法が確立され、砂原遺跡の出土石器に人為的な製作パターンが見いだされた。この方法については、専門家からも評価がされている。

## 年代について
遺跡や遺物の年代を決定するには、旧石器の形態や石器組成などによる考古学的検討と地形・地質学的な検討によることが多い。日本列島は火山が多く、噴出時期が判明する広域火山灰が豊富で、それを利用した火山灰層序編年（テフロクロノロジー）が確立している。砂原遺跡の年代決定については、段丘地形の研究から段丘形成年代を究明すること、遺跡周辺に堆積している土層中に噴出年代が分かる既知の火山灰を見つけること、さらに遺跡の層中の2枚の分厚い火山灰を試料にフィッション・トラック法（FT法）を用いて年代を直接測定することである。第Ⅱ文化層中に包含される火山灰層（三瓶木次火山灰）の年代を11万年前と特定した。